# Etobema melanophleps
Etobema melanophleps är en fjärilsart som beskrevs av Collenette 1930. Etobema melanophleps ingår i släktet Etobema och familjen tofsspinnare. Inga underarter finns listade i Catalogue of Life.